# Simokozuru Aja
Simokozuru Aja (下小鶴 綾; Hepburn: Shimokozuru Aya) (Nagaokakjó, 1982. június 7. –) japán válogatott labdarúgó.

## Klub
A labdarúgást a Speranza FC Takatsuki csapatában kezdte, 1999 és 2004 között játszott a csapatban. 66 bajnoki mérkőzésen lépett pályára és 5 gólt szerzett. 2005-ben a Tasaki Perule FC csapatához igazolt, itt 77 bajnoki mérkőzésen lépett pályára és 4 gólt szerzett. 2009-ben a Speranza FC Takatsukihoz szerződött, 2010-ben a TEPCO Mareeze egyesületéhez, 2012-ben pedig a Vegalta Sendaihoz. 2013-ban vonult vissza.

## Nemzeti válogatott
2004-ben debütált a japán válogatottban. A japán válogatott tagjaként részt vett a 2004. évi nyári olimpiai játékokon. A japán válogatottban 28 mérkőzést játszott.

## Statisztika
| Japán válogatott | Japán válogatott | Japán válogatott |
| Időszak          | Mérk.            | gól              |
| ---------------- | ---------------- | ---------------- |
| 2004             | 10               | 0                |
| 2005             | 5                | 0                |
| 2006             | 11               | 0                |
| 2007             | 1                | 0                |
| 2008             | 1                | 0                |
| Összesen         | 28               | 0                |

## Sikerei, díjai
Japán válogatott
- Ázsia-kupa:  Bronz; 2008

Egyéni
- Az év Japán csapatában: 2005, 2006